# FC Livingston
Der FC Livingston (offiziell: Livingston Football Club) – gegründet im Jahr 1943 – ist ein professioneller Fußballverein aus Livingston, Schottland.
Der Klub stammt ursprünglich aus Edinburgh und war 1943 als Ferranti Thistle gegründet worden. Als man 1974 in die Scottish Football League gewählt wurde, musste der Name geändert werden, da der Name Ferranti werbemäßig genutzt wurde. Da die Mannschaft im Meadowbank Stadium spielte, nannte man sich fortan Meadowbank Thistle. Die Mannschaft wurde 1995 in die neu gegründete Stadt Livingston umgesiedelt, der Vereinsname, die Farben und das Wappen geändert. Der neukreierte Klub gewann 1995/96 die Third Division und innerhalb der nächsten fünf Jahre wurden die Second Division und die First Division beide auf Platz eins abgeschlossen.

## Entwicklung
Livingstons erste Saison wurde 1995/96 mit dem Gewinn der Scottish Third Division gekrönt. Drei Jahre später gewann die Mannschaft auch die  Division Two und 2000/01 die First Division und drang nur sechs Jahre nach Vereinsgründung in die Premier League vor. Auch hier war man sofort erfolgreich und belegte den dritten Platz, der für die Teilnahme am UEFA-Pokal berechtigte. Livingston gewann die erste nationale Trophäe 2003/04, als die Livi Lions gegen Hibernian mit einem 2:0 den Scottish League Cup im Hampden Park gewannen.
Am 11. Februar 2006 trat Paul Lambert als Trainer nach zwölf Niederlagen in Folge zurück, als Livingston bereits Tabellenletzter war. Er wurde durch den ehemaligen Spieler John Robertson ersetzt.
Trotz guter Leistungen stieg Livingston letztlich im Mai 2006 ab. Nach schwachen Auftritten der Mannschaft wurde John Robertson am 15. April 2007 entlassen. Sein Nachfolger wurde am 22. Mai 2007 der ehemalige Hibs-Assistenztrainer Mark Proctor.
Nach dem 6. Platz 2006/2007 und einem 7. Platz in der darauffolgenden Saison schnupperte Livi in der Saison 08/09 erstmals wieder am Aufstieg. Das junge hungrige Team mit seinem neuen Star Leigh Griffiths erwies sich letztendlich allerdings als zu inkonstant und der Erfolg wurde durch die finanziellen Probleme des Vereins überschattet. Diese finanziellen Probleme gipfelten am 5. August 2009 schließlich in der Relegation des Vereins in die Third Division.

## Aktueller Kader Saison 2025/26
Stand: 4. August 2025
| Nr. |                              | Position | Name            |
| --- | ---------------------------- | -------- | --------------- |
| 2   | Schottland                   | AB       | Cammy Kerr      |
| 3   | Schottland                   | AB       | Adam Montgomery |
| 4   | Irland                       | MF       | Shane Blaney    |
| 5   | Australien                   | AB       | Ryan McGowan    |
| 6   | Schottland                   | MF       | Aidan Denholm   |
| 7   | Schottland                   | ST       | Zak Rudden      |
| 8   | Schottland                   | MF       | Scott Pittman   |
| 9   | Schottland                   | ST       | Robbie Muirhead |
| 10  | Irland                       | MF       | Graham Carey    |
| 11  | Schottland                   | MF       | Connor McLennan |
| 14  | Schottland                   | TW       | Jack Hamilton   |
| 15  | Schottland                   | MF       | Lewis Smith     |
| 16  | Schottland                   | ST       | Andy Winter     |
| 17  | Schottland                   | ST       | Stevie May      |
| 18  | Kongo Demokratische Republik | ST       | Jeremy Bokila   |

| Nr. |             | Position | Name               |
| --- | ----------- | -------- | ------------------ |
| 19  | Nordirland  | MF       | Daniel Finlayson   |
| 22  | Schottland  | MF       | Andrew Shinnie     |
| 23  | Frankreich  | AB       | Brooklyn Kabongolo |
| 24  | Frankreich  | MF       | Mohamad Sylla      |
| 25  | Schottland  | MF       | Macaulay Tait      |
| 26  | Kolumbien   | MF       | Cristian Montaño   |
| 27  | Schottland  | AB       | Danny Wilson       |
| 28  | Frankreich  | TW       | Jérôme Prior       |
| 35  | Schottland  | TW       | Evan Myles         |
| 36  | Schottland  | ST       | Sam Culbert        |
| 37  | Deutschland | ST       | Jannik Wanner      |
| 39  | Australien  | ST       | Tete Yengi         |
| 40  | Nigeria     | MF       | Samson Lawal       |
|     | England     | AB       | Miles Welch-Hayes  |
|     | Irland      | AB       | Shaun Donnellan    |

### Verliehene Spieler
| Nr. |         | Position | Name      |
| --- | ------- | -------- | --------- |
| 7   | England | MF       | Liam Sole |

| Nr. |            | Position | Name       |
| --- | ---------- | -------- | ---------- |
| 38  | Schottland | MF       | Codi Stark |

## Erfolge
- Schottischer Ligapokal: 2004
- Scottish League Challenge Cup: 2015, 2025

## Europapokalbilanz
| Saison  | Wettbewerb | Runde         | Gegner        | Gesamt    | Hin     | Rück    |
| ------- | ---------- | ------------- | ------------- | --------- | ------- | ------- |
| 2002/03 | UEFA-Pokal | Qualifikation | FC Vaduz      | (a)1:1(a) | 1:1 (A) | 0:0 (H) |
| 2002/03 | UEFA-Pokal | 1. Runde      | SK Sturm Graz | 6:8       | 2:5 (A) | 4:3 (H) |

Gesamtbilanz: 4 Spiele, 1 Sieg, 2 Unentschieden, 1 Niederlage, 7:9 Tore (Tordifferenz −2)

## Spieler und Trainer

### Trainerchronik
- 1995–1997  Jim Leishman
- 1997–2000  Ray Stewart
- 2000–2003  Jim Leishman
- 200300000  Márcio Máximo
- 2003–2004  David Hay
- 200400000  Allan Preston
- 2004–2005  Richard Gough
- 2005–2006  Paul Lambert
- 2006–2007  John Robertson
- 2007–2008  Mark Proctor
- 200800000  Roberto Landi
- 2008–2009  Paul Hegarty
- 2009–2012  Gary Bollan
- 201200000  John Hughes
- 2012–2013  Gareth Evans
- 201300000  Richie Burke
- 2013–2014  John McGlynn
- 2014–2015  Mark Burchill
- 2015–2018  David Hopkin
- 201800000  Kenny Miller (Spielertrainer)
- 2018–2020  Gary Holt

### Bekannte Spieler
- Guillermo Amor
- Marvin Andrews
- Hassan Kachloul
- Paul Lambert
- Pascal Nouma
- Robert Snodgrass
- Theodore Whitmore